# Frederick Thomas Pelham
Pour les articles homonymes, voir Pelham.
Le contre-amiral Frederick Thomas Pelham, CB (2 août 1808 – 21 juin 1861) est un officier de la Royal Navy devenu second Lord de la marine. 

## Carrière navale
Il est le fils de Thomas Pelham (2e comte de Chichester), et de Lady Mary Henrietta Juliana Osborne (1776-1862) . Il entre dans la marine le 27 juin 1823  comme Aspirant sur le HMS Sybille en Méditerranée (participant à une attaque contre des pirates grecs)  et est promu lieutenant en 1830  avant de servir avec le HMS Ferret  jusqu'à sa promotion au commandement le 21 septembre 1835 . Il sert ensuite à ce rang sur le HMS Castor  au large de la côte nord de l'Espagne pendant la guerre carliste avant de recevoir son premier commandement, le HMS Tweed dans le même théâtre en 1837 et 1838, recevant la croix de San Fernando pour ses services . Il devient capitaine le 3 juillet 1840 et commande ensuite à HMS Odin, une frégate à vapeur, dans la mer Méditerranée de 1847 à 1850. 
Sur proposition de Sir Hyde Parker  il exerce les fonctions de secrétaire particulier du premier Lord de l’Amirauté, le duc de Northumberland  de mars à décembre 1852, au service d’un gouvernement soucieux de limiter les dépenses de défense. La politique de son propre frère Lord Chichester et ses relations avec Sir Francis Baring, et contre le secrétaire politique Stafford O'Brien témoignant du fait que le comité restreint de 1853 a vérifié le traitement réservé à O'Brien dans les nominations de chantier naval . En 1853, il est nommé commandant de la réserve des vapeurs de Portsmouth, où il participe à Bomarsund et à d'autres épisodes de la Guerre de Crimée à partir de son navire amiral HMS Blenheim. Pendant la construction du HMS Exmouth il est nommé commandant mais ce poste putatif est annulé lorsque son ami Richard Saunders Dundas le choisit pour la Guerre de Crimée en tant que capitaine de la flotte . Dans ce rôle, il dirige l'attaque sur Sveaborg (8-10 août), bien qu'un officier géomètre de l'expédition, le capitaine Bartholomew James Sulivan, ait reproché à Pelham d'avoir rendu Dundas trop prudent. En 1855, il est nommé compagnon de l'Ordre du Bain. 
En décembre 1856, Sir Maurice Berkeley (1er baron FitzHardinge) refuse de nommer Pelham au conseil de l'amirauté en raison de ses relations avec Northumberland . Il entre à l'Amirauté en novembre 1857 en tant que quatrième Lord de la marine après le départ à la retraite de Berkeley  bien qu'il l'ait quitté en mars 1858, après avoir été promu au rang de contre-amiral. Sous Dundas et le duc de Somerset, il rejoint le nouveau conseil libéral en tant que second Lord naval en juin 1859 et conserve son poste jusqu'à sa démission pour raisons de santé au début de juin 1861. À sa mort plus tard cette année-là, il est enterré dans le cimetière de Highgate.

## Famille
Il épouse Ellen Kate Mitchell le 26 juillet 1841, avec qui il a 
- Constance Mary Kate Pelham (décédée le 5 janvier 1926)
- Beatrice Emily Julia Pelham (décédée le 27 février 1939)
- Amiral Frederick Sidney Pelham (25 octobre 1854 - 19 octobre 1931)

## Voir également
- (en)O'Byrne, William Richard (1849). " Pelham, Frederick Thomas".  A Naval Biographical Dictionary. John Murray. Wikisource.